# أوتو فيليب براون (كاتب)
أوتو فيليب براون (بالألمانية: Otto Braun) هو صحفي ومؤلف ومترجم وكاتب ألماني، ولد في 1 أغسطس 1824 في كاسل في ألمانيا، وتوفي في 10 يونيو 1900.